# West Air Sweden
West Air Sweden, operante come West Atlantic, è una compagnia aerea cargo con base a Göteborg, in Svezia. Svolge servizio per FedEx, DHL, TNT e UPS. È incaricata inoltre di operare voli,  sei giorni alla settimana, per conto delle Poste svedesi (PostNord Sverige). Le sue principali basi sono l'aeroporto di Malmö-Sturup, in Svezia.
Dal 2011 la società fa parte del West Atlantic Group assieme alla compagnia cargo britannica West Atlantic UK, anch'essa operante con il marchio West Atlantic.

## Storia
West Air è stata fondata nel 1955 dal commerciante e importatore di caffè svedese Anders Löfberg, che utilizzava un Piper PA-31 per commercializzare i suoi prodotti in modo rapido ed efficiente in Scandinavia.
Nel 1995 l'azienda venne acquistata da Göran Berglund e Gustaf Thureborn e ribattezzata West Air Sweden. Inizialmente, West Air effettuava anche voli passeggeri di linea, ma questi furono abbandonati nel 1997 dopo che la compagnia aveva ricevuto un contratto di posta notturna dall'ufficio postale svedese. Successivamente, l'attenzione si concentrò sulle trasmissioni aeree notturne con aerei cargo più piccoli, come l'Hawker Siddeley HS 748.
All'inizio del 2000, il 60% dei voli era operato nell'Europa centrale. Ciò portò West Air a stabilire una nuova sussidiaria chiamata West Air Luxembourg con una propria base e un centro di direzione in Lussemburgo per essere più vicina ai clienti.
Gli HS748 originariamente utilizzati sono stati gradualmente sostituiti da British Aerospace BAe ATP.
Nell'ottobre 2008 è stato annunciato che la società madre West Air Europe si sarebbe fusa con la compagnia aerea cargo britannica Atlantic Airlines (ora West Atlantic UK) .
Nel 2011 si è deciso di trasferire gradualmente le attività di West Air Sweden alla controllata lussemburghese West Air Luxembourg.  Nel dicembre 2013, West Air Luxembourg è stata venduta a FAST Logistics Luxembourg e ribattezzata Smart Cargo nel 2014.
Nel 2019, la spagnola LUSAT AIR S.L., già proprietaria di Swiftair, ha acquisito il gruppo e il marchio West Atlantic.

## Flotta

### Flotta attuale
Ad aprile 2024 la di flotta di West Air Sweden risulta composta dai seguenti aerei:

### Flotta storica

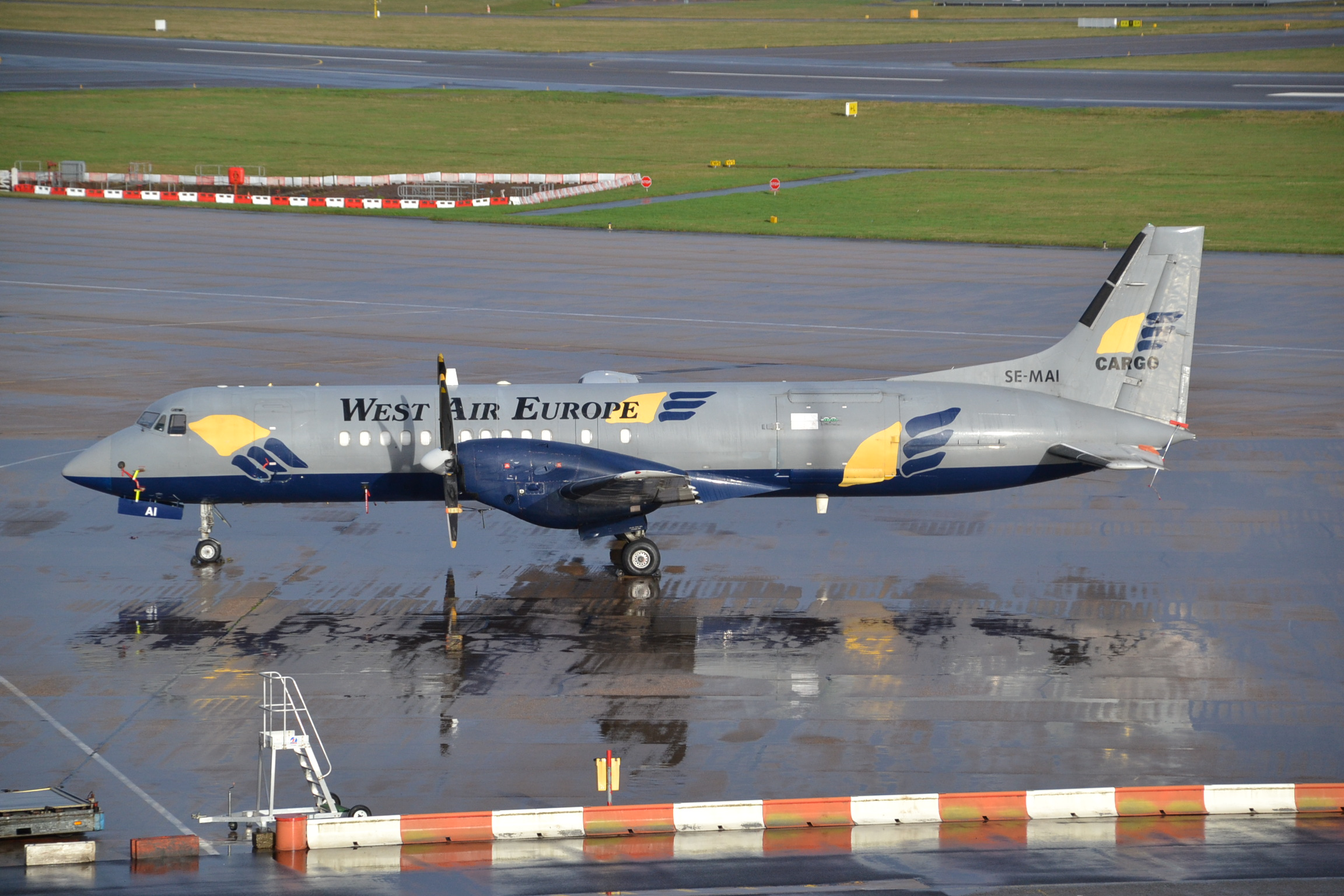
Un British Aerospace BAe ATP.

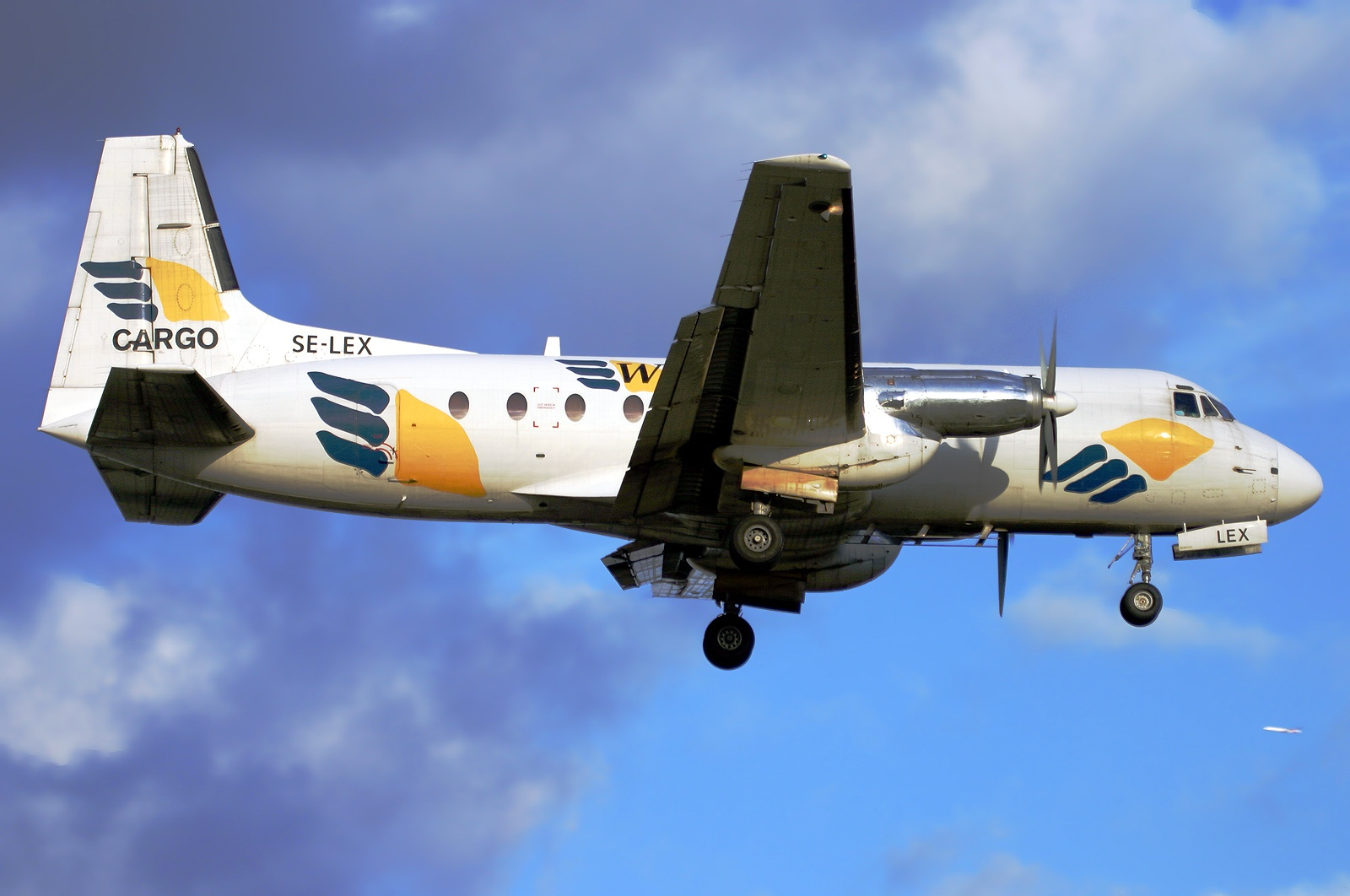
Un Hawker Siddeley HS 748.

Nel corso degli anni West Air Sweden ha operato con i seguenti modelli di aeromobili:

## Incidenti
- L'8 gennaio 2016, il volo West Air Sweden 294, un volo cargo operato da un Bombardier CRJ200 tra l'aeroporto di Oslo-Gardermoen e l'aeroporto di Tromsø, precipitò sul lato di una montagna a ovest del lago di Akkajaure, distante 10 chilometri dal confine norvegese, in un'area montuosa senza accesso via strada. Il volo trasportava 4,5 tonnellate di posta. Entrambi i piloti, le uniche persone a bordo, persero la vita nell'incidente. Meno di un anno dopo, la Swedish Accident Investigation Authority (SHK) ha pubblicato il rapporto sull'incidente che individuava come causa dell'evento il guasto dell'unità di riferimento inerziale (IRU 1) e prerequisiti operativi insufficienti per la gestione di un guasto in un sistema ridondante.[8][9]